# Jean Pormanove
Vous êtes invité à donner votre avis sur cette page de discussion, de manière argumentée en vous aidant notamment des critères d’admissibilité ou en présentant des sources extérieures et sérieuses.  
Après avoir apposé le modèle {{Admissibilité}} sur une page, suivez les étapes expliquées sur Wikipédia:Débat d'admissibilité/Aide :
| 1. | Créez la page de débat d'admissibilité.                                                                      | Sauvegardez d’abord la page pour l’initialiser puis indiquez votre motivation.        |
| 2. | Important : ajoutez une entrée dans la section Débat d'admissibilité du jour.                                | Utilisez ce texte : *{{L\|Jean Pormanove}}                                            |
| 3. | Pensez à informer les contributeurs principaux de la page et les projets associés lorsque cela est possible. | Utilisez ce texte : {{subst:Avertissement débat d'admissibilité\|Jean Pormanove}}~~~~ |

Le texte peut changer fréquemment, n’est peut-être pas à jour et peut manquer de recul. 
Le titre et la description de l'acte concerné reposent sur la qualification juridique retenue lors de la rédaction de l'article et peuvent évoluer en même temps que celle-ci.
 (18 août 2025).
Le texte peut changer fréquemment, n’est peut-être pas à jour et peut manquer de recul. N’hésitez pas à participer, en veillant à citer vos sources.
Jean Pormanove (souvent raccourci JP), de son vrai nom Raphaël Graven ([ʁafaɛl ɡʁavɛn] ), né le 26 janvier 1979 à Woippy (Moselle) et mort le 18 août 2025 à Contes (Alpes-Maritimes), est un streamer, vidéaste web et influenceur français.
En août 2024, il occupe la quatrième place des streamers Kick les plus regardés et les plus populaires au monde. Il est également le streamer français le plus regardé sur la plateforme jusqu'à sa mort. 
Les circonstances de son décès précoce et soudain attirent l'attention médiatique et politique, en France et à l'étranger, et placent la plateforme Kick aux cœurs des débats concernant la modération de cette dernière.

## Biographie

### Carrière avant le streaming
Raphaël Graven naît le 26 janvier 1979 à Woippy, en Moselle.
Il s'engage dans l'armée française avant de se lancer dans sa carrière de créateur de contenu.

### Carrière sur internet
En mars 2020, Raphaël Graven adopte le pseudonyme « Jean Pormanove » et débute sur TikTok, créant des vidéos humoristiques et de jeux vidéo (notamment autour de jeux comme GTA V, FIFA, Fortnite), formant avec TheKairi78 un duo qui va rassembler rapidement environ 550 000 abonnés. Sur Twitch, ses sessions « Just Chatting » le font suivre par près de 670 000 abonnés et totaliser plus de 35 millions de vues,,.
Son univers se caractérise par un ton explosif, décalé et interactif, ponctué de moments de rage calculée, de défis absurdes et d’une forte proximité avec sa communauté,. Toutefois, il attire également des critiques, notamment via des contenus polémiques mis en scène (provocations, humiliations, réactions outrancières), et fait l’objet de disputes sur des forums comme Jeuxvideo.com,.
Il participe aussi à des événements comme la Paris Games Week 2022.
En 2023, il part sur la plateforme Kick et devient le streamer français avec le plus de spectateurs sur la plateforme. En août 2024, il occupe la quatrième place des streamers Kick les plus regardés et les plus populaires au monde.

### Enquêtes et controverses
En 2024, une enquête de Mediapart dénonce un « business de la maltraitance » organisé sur la chaîne Jeanpormanove de la plateforme Kick. Les quatre personnes qui y apparaissent le plus fréquemment sont Naruto, Safine, JP et Coudoux. Des personnes vulnérables, généralement JP et Coudoux — un homme handicapé sous curatelle —, sont exposées à des humiliations de la part de Naruto et Safine pour générer revenus et audience. On y voit donc des coups, des humiliations psychologiques ou physiques, des jets de peintures, d'eau, des strangulations,.
En janvier 2025, le parquet de Nice ouvre une enquête visant plusieurs streamers proches, Owen Cenazandotti (alias « Naruto ») et Safine Hamadi (alias « Safine »), pour des soupçons de violences volontaires en réunion sur personnes vulnérables, mise en danger, et diffusion d’images violentes,,,.
Peu avant son décès, Raphaël écrit un message à sa mère, se déclarant séquestré par ses partenaires et souhaitant quitter ce « concept de merde »,.
Un clip datant d'avant son décès refait surface après sa mort. Dans ce dernier, Naruto lance une phrase sans appel : « Qu'il dise face caméra, maintenant, que si demain, il meurt en plein live, c'est dû à son état de santé de merde et pas à nous ». Pormanove refuse dans un premier temps, mais Naruto insiste: « On est en plein live, tu t'énerves, tu te mets à crier et tu fais un arrêt cardiaque ? [...] Les gens vont s'en prendre à nous alors que c'est dû à tes 46 ans de vie minable ».

### Mort

#### Événement

Jean Pormanove en 2022.

Raphaël Graven meurt dans la nuit du 17 au 18 août 2025 à l'âge de 46 ans, lors d'une diffusion en direct sur la plateforme Kick, sur la chaîne du collectif Lokal. Le direct durait depuis près de 300 heures, soit environ douze jours, période pendant laquelle Jean Pormanove a subi un harcèlement moral et des violences physiques (noyades, strangulations, coups de gants de boxe, tirs d’armes de type paintball, claques sur la tête),,.
Peu avant son décès, durant son sommeil, il aurait présenté des difficultés respiratoires. Un donateur a alerté l'un des participants, Owen Cenazandotti, alias « Naruto », signalant que Jean Pormanove semblait être dans une situation critique et ne donnait plus signe de vie. Le live a été immédiatement interrompu après que la gravité de la situation a été constatée,,,.
Quelques heures plus tard, Cenazandotti a confirmé publiquement le décès de Jean Pormanove sur ses réseaux sociaux. Il a exprimé sa tristesse et rendu hommage au streamer.

##### Listes des violences subies par Pormanove
Durant ces douze jours de diffusion en direct, Pormanove est soumis à une succession ininterrompue de violences, humiliations et pressions psychologiques, qui ont conduit à son épuisement total incluant selon Mediapart,:

###### Des violences physiques
- Il reçoit d’innombrables claques et coups au visage.
- Il est étranglé à plusieurs reprises, notamment par Safine et 3Cheveux.
- Un sac plastique lui est mis sur la tête, dans une tentative d’étouffement.
- Il subit des décharges électriques infligées à l’aide d’un collier pour chien.
- Ses cheveux sont tirés violemment.
- Une cigarette piégée lui explose en plein visage.
- Il est passé à tabac collectivement alors qu’il était recroquevillé au sol.
- Il subit régulièrement des réveils brutaux (jets d’eau, bruit de moto, flûte, attaques durant son sommeil).
- Jusqu’à la veille de sa mort, il est frappé violemment par derrière.

###### Des humiliations et brimades
- Ses lunettes sont volées puis jetées.
- On le force à brosser les dents de Coudoux avec une brosse présentée comme souillée d’urine.
- On le contraint à nettoyer des toilettes après les déjections d’un autre membre.
- Il est traité de « chien » et réduit à l’obéissance.
- Il est travesti (perruque, vêtements féminins) puis insulté de manière homophobe.
- On le force à défiler dans la rue avec des pancartes à connotation sexuelle (« pipe gratis », « fellation »).
- Il est déguisé en bébé (couche, bavoir, tétine).
- Une pancarte « JP t’es moche, donner 1 € » est brandie en public.
- Les lettres « PD » sont tracées sur son front.
- Il doit déclarer face caméra que « les gifles étaient un jeu ».

###### Des privations et manipulations
- Les cigarettes sont utilisées comme monnaie de récompense et de punition, exploitant son addiction à la nicotine.
- Le manque de sommeil est entretenu par des réveils incessants.
- Il est soumis à un épuisement continu durant les 300 heures du direct.

###### Des pressions psychologiques
- Menacé physiquement s’il tentait de partir (« Assieds-toi ou je te balaie »).
- Empêché de quitter les lieux par la force.
- Interdit d’appeler la police ou les pompiers, ses appels à l’aide tournés en dérision.
- Forcé à frapper Coudoux, puis à recevoir des coups en retour.
- Constamment insulté (« sale pédé », « chien », « gros porc », « crasseux »).
- Raillé (en) sur son âge et sa dignité.
- Instrumentalisé devant les spectateurs (« Si tu parles bien, je tape moins fort »).
- Ses plaintes de douleur et ses demandes d’hospitalisation sont systématiquement ignorées ou moquées.

#### Réactions
Le parquet de Nice indique qu’aucun élément suspect n’a été détecté à ce stade. La cause de son décès est pour l’instant inconnue, une autopsie est prévue,,.
Dans la communauté du streaming français, sa disparition soudaine suscite une vague d’émotion soulevant des questions sur la santé mentale des créateurs de contenu et les dérives potentielles d’un secteur en pleine expansion. La plateforme de streaming Kick bannit tous les partenaires de Jean Pormanove,,.
La ministre déléguée chargée de l’intelligence artificielle et du numérique, Clara Chappaz, a réagi sur X en qualifiant l’incident d’« horreur absolue ». Elle a précisé avoir saisi l’Arcom et effectué un signalement sur Pharos, le portail de lutte contre les contenus illicites en ligne, et avoir contacté les responsables de la plateforme Kick afin d’obtenir des explications, rappelant que la responsabilité des plateformes sur la diffusion de contenus illicites « n’est pas une option : c’est la loi ». La ministre est cependant mise en cause par Mediapart, car elle n'avait pas réagi en 2024, à l'occasion d'un article des journalistes tentant de lancer l'alerte. L’enquête ouverte par la justice en décembre n’a pas non plus empêché les streams de continuer.
L'Humanité souligne « une rhétorique masculiniste, afin de justifier cette violence constante ».
Le rappeur Drake et le streamer Adin Ross (en), qui possède des parts dans la plateforme Kick, annoncent le 19 août vouloir couvrir les frais des funérailles,.

### Liens externe
- Site officiel